# Nina Hoffmann
Nina Hoffmann (født 25. maj 1973) er en  dansk tidligere landsholdsrytter i mountainbike-orientering (MTBO). Nina Hoffman vandt sin første internationale medalje ved europamesterskabet (EM) i MTBO i 2009 – det blev til en bronzemedalje i stafet.
Siden har Nina vundet VM-sølv og to bronzemedaljer ved EM i stafet 
foruden VM-bronze på den individuelle mellemdistance.
Hun har herudover vundet guld ved to danmarksmesterskaber (DM) i MTBO
Nina Hoffmann har også vundet guld ved europamesterskabet i biatlon-orientering (BO) – de primære resultater findes ikke længere.

## Karriere
Nina Hoffmann fik sin internationale debut på MTBO-landsholdet ved EM i Danmark i 2009. Efter EM i MTBO (2017) stoppede hun på MTBO-landsholdet.

## Resultater i MTBO

### VM
Ved verdensmesterskabet (VM) har Nina Hoffmann vundet en individuel bronzemedalje og en sølvmedalje i stafet. 
Ved VM i Ungarn (2012) vandt Nina Hoffmann bronze på mellemdistancen.
Ved VM i Estland (2013) kørte Nina Hoffmann anden-turen på det danske kvinde-stafethold og vandt sølv sammen med Ann-Dorthe Lisbygd og Camilla Søgaard.

### EM
Nina Hoffmann har vundet tre bronzemedaljer ved EM i stafet.
Ved EM i Frankrig (2017) vandt Nina Hoffmann bronze som anden-rytter på stafetten sammen med Cæcilie Rueløkke Christoffersen og Camilla Søgaard. 
I 2015 vandt hun bronze som anden-rytter på stafetten ved EM i Portugal, og igen var det sammen med Cæcilie Rueløkke Christoffersen og Camilla Søgaard.
Ved EM i Danmark (2009) var Nina Hoffmann førsterytter på stafetten og vandt bronze sammen med Line Brun Stallknecht og Rikke Kornvig.

### DM
Nina Hoffmann har i perioden 2008-2017 vundet ni medaljer ved DM i MTBO.
I 2013 og 2014 vandt Nina Hoffmann DM-titlen på lang-distancen, mens hun vandt sølv på lang-distancen i 2011 og bronze i henholdsvis 2008, 2009, 2012 og 2017.
På mellemdistancen har Nina Hoffman vundet sølv i 2016 og bronze ved DM i MTBO i 2017.
Medaljeoversigt ved danske mesterskaber
2017
- Bronze, Lang (Stenbæk)
- Bronze, Mellem (Kolding)

2016
- Sølv, Mellem (Haunstrup)

2014
- Guld, Lang (Stenderup)

2013
- Guld, Lang (Svinkløv)

2012
- Bronze, Lang (Lohals)

2011
- Sølv, Lang (Gribskov Søskoven og Mårum)

2009
- Bronze, Lang (Blåbjerg Plantage)

2008
- Bronze, Lang (Rude Skov)

## Resultater i BO

### EM
Ved EM i Letland (2004) vandt Nina Hoffmann guld på stafetten i biatlon-orientering sammen med Gitte Møller. Nina Hoffmann vandt herudover sølv på den klassiske distance – de primære resultater findes ikke længere.
Ved EM i Danmark (2003) vandt Nina Hoffmann bronze på stafetten sammen med Tina Haarup – de primære resultater findes ikke længere.